# Karolinenplatz

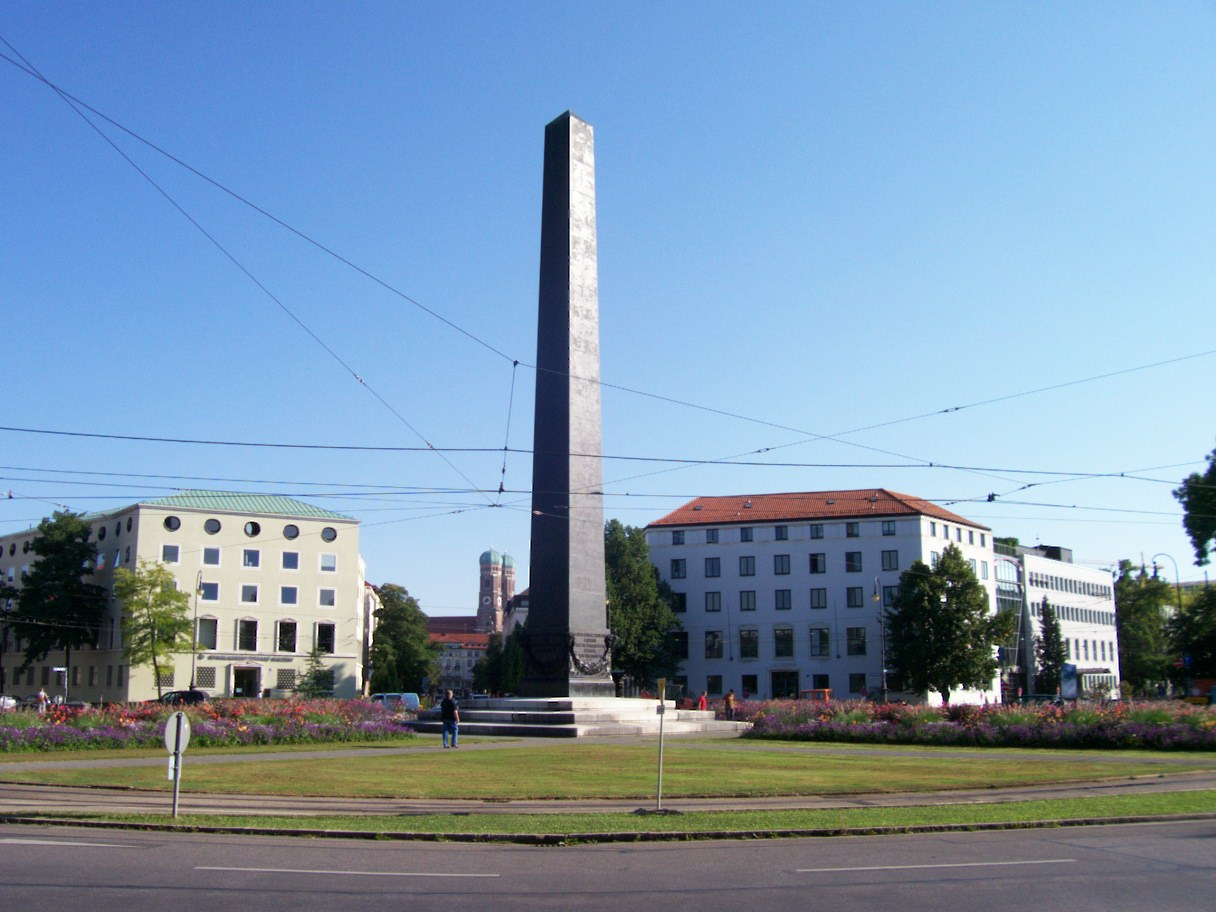
Der Obelisk am Karolinenplatz

Der Karolinenplatz ist ein öffentlicher Platz im Münchner Stadtbezirk Maxvorstadt. Er ist der erste Platz in München, der das Motiv des Strahlenplatzes aufgreift. Gleichzeitig symbolisiert der Karolinenplatz die Entwicklung der besonderen Beziehung zwischen Bayern und Frankreich im frühen 19. Jahrhundert. Benannt wurde der Platz nach Königin Karoline von Bayern.

## Beschreibung

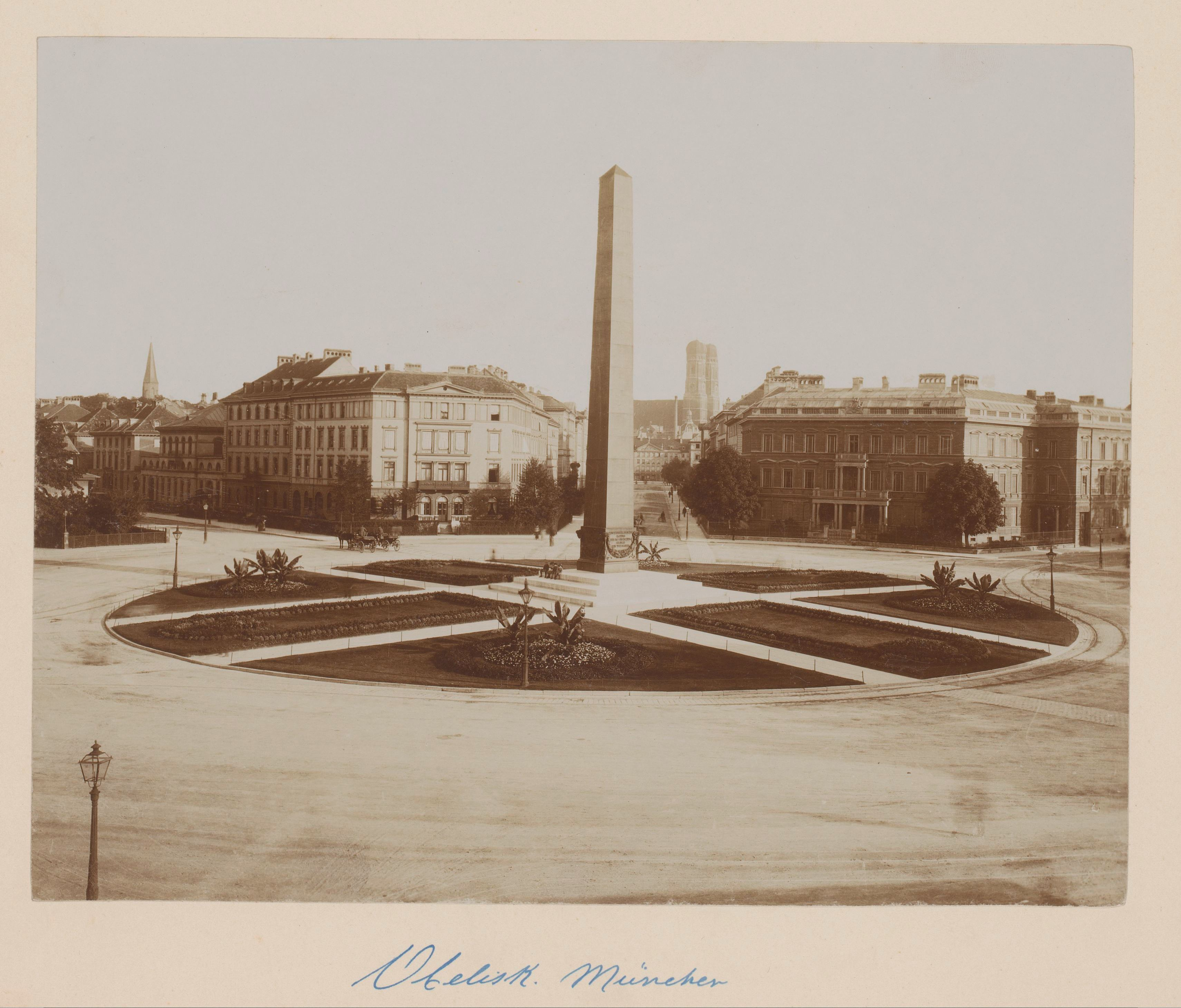
Karolinenplatz ca. 1900

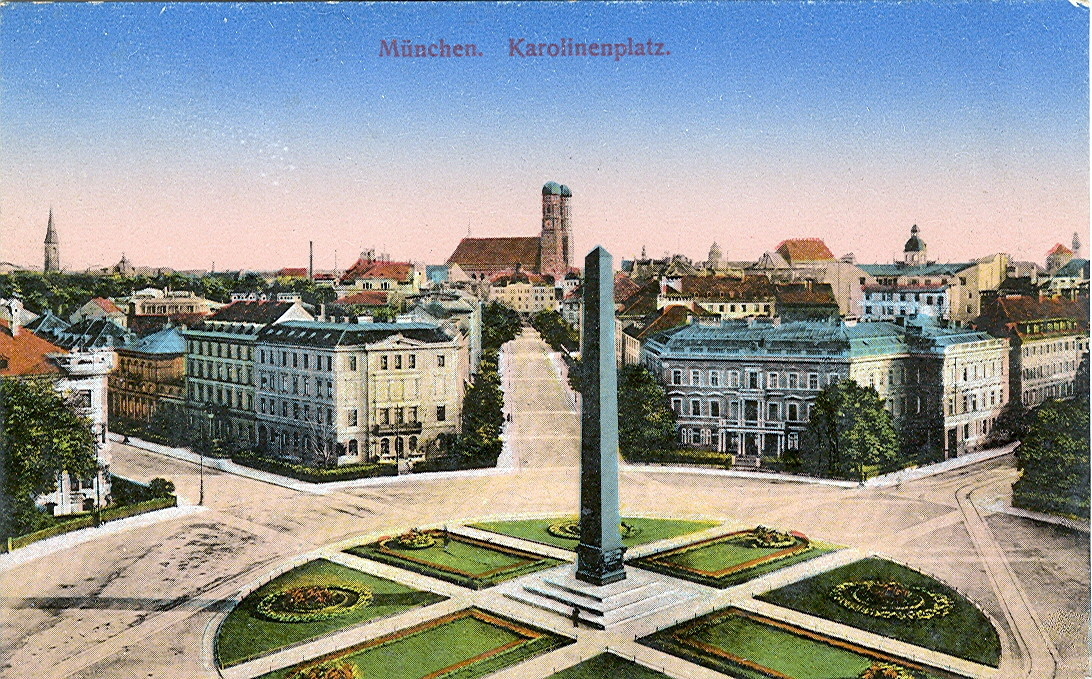
Karolinenplatz, Brienner Straße, 1914

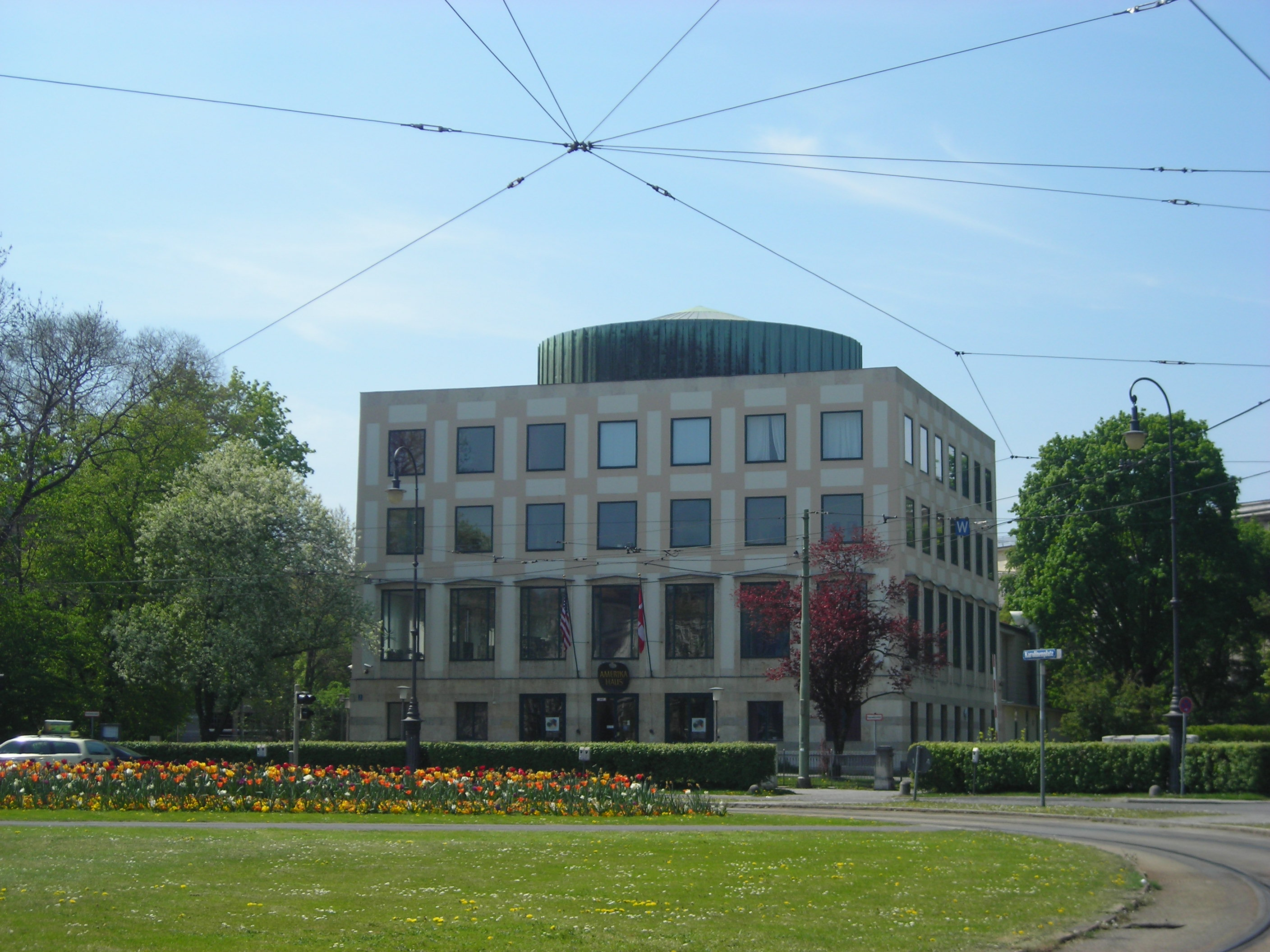
Amerikahaus München

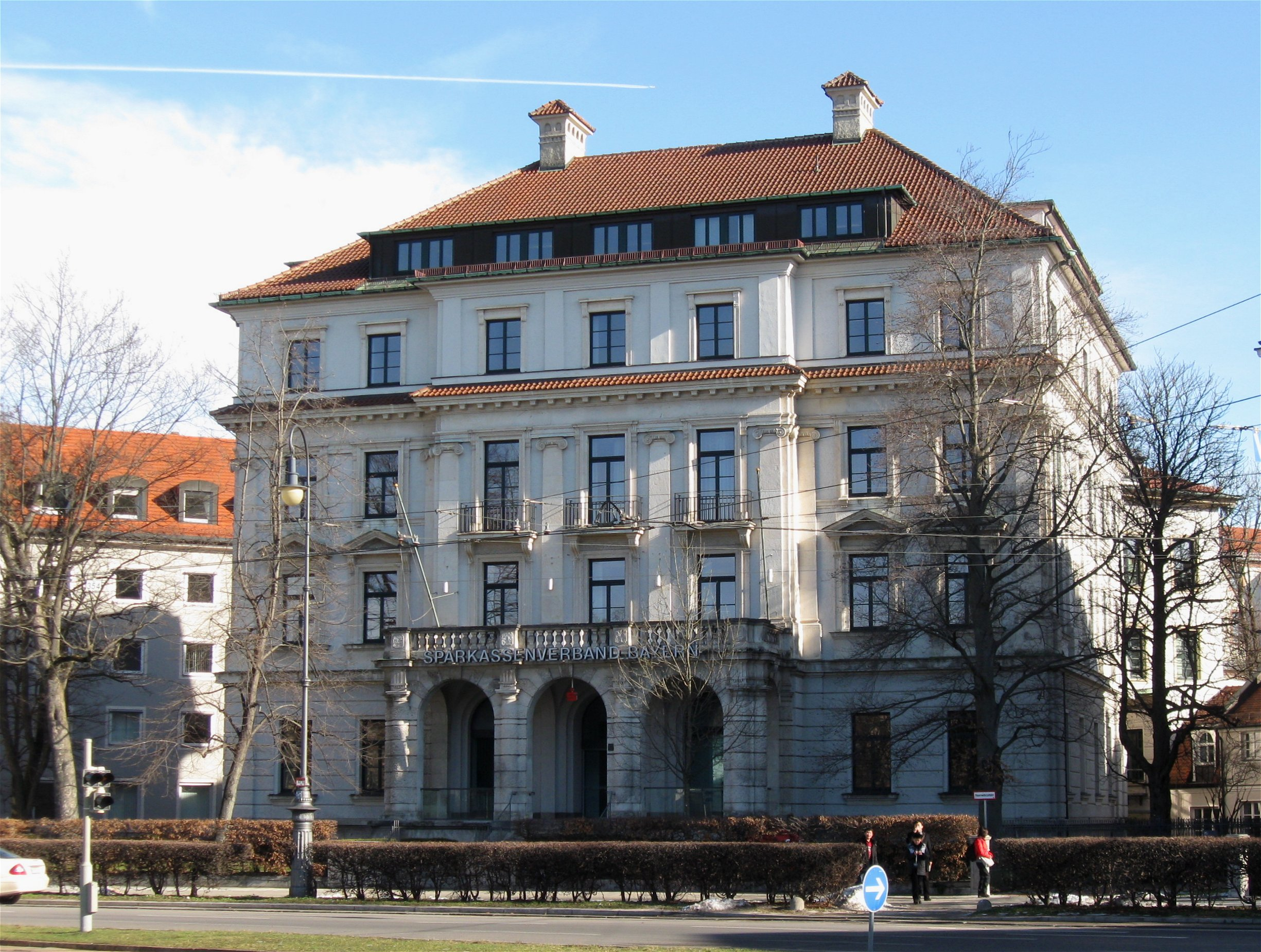
Sparkassenverband Bayern

### Lage
Der Karolinenplatz ist nach dem Wittelsbacherplatz und dem Platz der Opfer des Nationalsozialismus von Osten her der dritte Platz, der die Brienner Straße gliedert. Er liegt an dem Punkt, an dem sich die Barer Straße im rechten Winkel mit der Brienner Straße schneidet. Ihm folgt nach Westen der Königsplatz.

### Geschichte
Die Geschichte des Karolinenplatzes ist eng mit der Brienner Straße verknüpft. Bereits in einem städtebaulichen Wettbewerb von 1807 für die Maxvorstadt, aus dem der Plan für ein hippodamisch organisiertes Viertel hervorgeht, war ein Platz am alten wittelsbachischen Fürstenweg von der Münchner Residenz zum Schloss Nymphenburg, der heutigen Brienner Straße, an der Stelle des heutigen Karolinenplatzes vorgesehen.
Karl von Fischer, der im Auftrag des damaligen Kronprinzen und späteren Königs Ludwig I. zusammen mit Friedrich Ludwig Sckell den ehemaligen Fürstenweg zur Pracht- und Hauptstraße Brienner Straße ausbaute, versuchte den starren Rasterplan der Maxvorstadt durch Plätze aufzubrechen, die er an Stellen, an denen quer einfallende Straßen auf den Fürstenweg zuliefen, projektierte. Vor allem durch Erweiterungen der Brienner Straße selbst wurden diese Plätze realisiert. Anders als die anderen beiden Plätze, Wittelsbacherplatz und Königsplatz, entstand der Karolinenplatz 1809–12 nicht durch Erweiterung der Straße. Dieser wurde – als erster Platz in München überhaupt – mit dem Motiv des Strahlenplatzes konzipiert. Dadurch hebt sich der Karolinenplatz aus der freien Rhythmisierung der Brienner Straße heraus und erhält einen eigenständigen Charakter.
Benannt wurde der Platz nach der zweiten Frau von König Maximilian I. Joseph, Prinzessin Karoline von Baden, der ersten Königin von Bayern. Er ist zugleich ein Symbol der besonderen Beziehung zwischen Bayern und Frankreich. Der 1833 enthüllte, 29 Meter hohe Obelisk in der Platzmitte erinnert an die 30.000 bayerischen Gefallenen des napoleonischen Russlandfeldzuges 1812, bei dem Bayern auf Seiten Frankreichs stand. Brienner Straße und Barer Straße, die den Platz kreuzen, sind nach Orten von Schlachten der Befreiungskriege gegen Napoleon 1813 bis 1815 benannt, an denen bayerische gegen französische Truppen kämpften. Somit sind beide Seiten dieser besonderen Beziehung zwischen Bayern und Napoleon am Karolinenplatz vereint.
Unter der NS-Diktatur waren zwischen Karolinenplatz und Königsplatz die Verwaltungsgebäude der NSDAP mit dem „Braunen Haus“ als Zentrum angesiedelt. Am Karolinenplatz selbst befand sich das Oberste Parteigericht der NSDAP.

### Bauwerke
Karl von Fischer setzte dem Karolinenplatz als Strahlenplatz geschickt die Hauptbauten auf die diagonalen Platzachsen und rückte sie von den runden Straßenkanten ab. Gleichzeitig errichtete er an den Straßeneinmündungen kleine flankierende Nebenbauten. Durch die Bepflanzung und die durch den Obelisken stark betonte Mitte erhält der Karolinenplatz seinen räumlichen Zusammenhalt.
Von den kubischen Stadtpalais der ersten Bauphase 1809–12 unter Karl von Fischer, die den Karolinenplatz ursprünglich umrahmten und prägten, blieben nach den Kriegszerstörungen nur kleinere Nebengebäude an den Einmündungen der Barer Straße und der Brienner Straße erhalten. Seitdem wird er weitgehend von Neubauten dominiert, die den klassizistischen Eindruck nicht wiederherstellen. Zu den wichtigsten Bauten gehören:
- Obelisk für die 30.000 bayerischen Gefallenen des napoleonischen Russlandfeldzuges 1812 (Entwurf: Leo von Klenze, Guss: Johann Baptist Stiglmaier, 1833)
- Amerikahaus (Franz Simm, 1955–57) anstelle des zerstörten Palais Asbeck bzw. Lotzbeck (Karl von Fischer, 1809/10)
- Deutsche Akademie der Technikwissenschaften (ehem. Staatliche Lotterieverwaltung, Karl Kergl, 1953/54) anstelle des zerstörten Palais Toerring bzw. Seefeld (Karl von Fischer, 1811/1812)
- Sparkassenverband Bayern (ehem. Prinz-Georg-Palais, Ludwig Deiglmayr sen., 1895/96)

## Nutzung

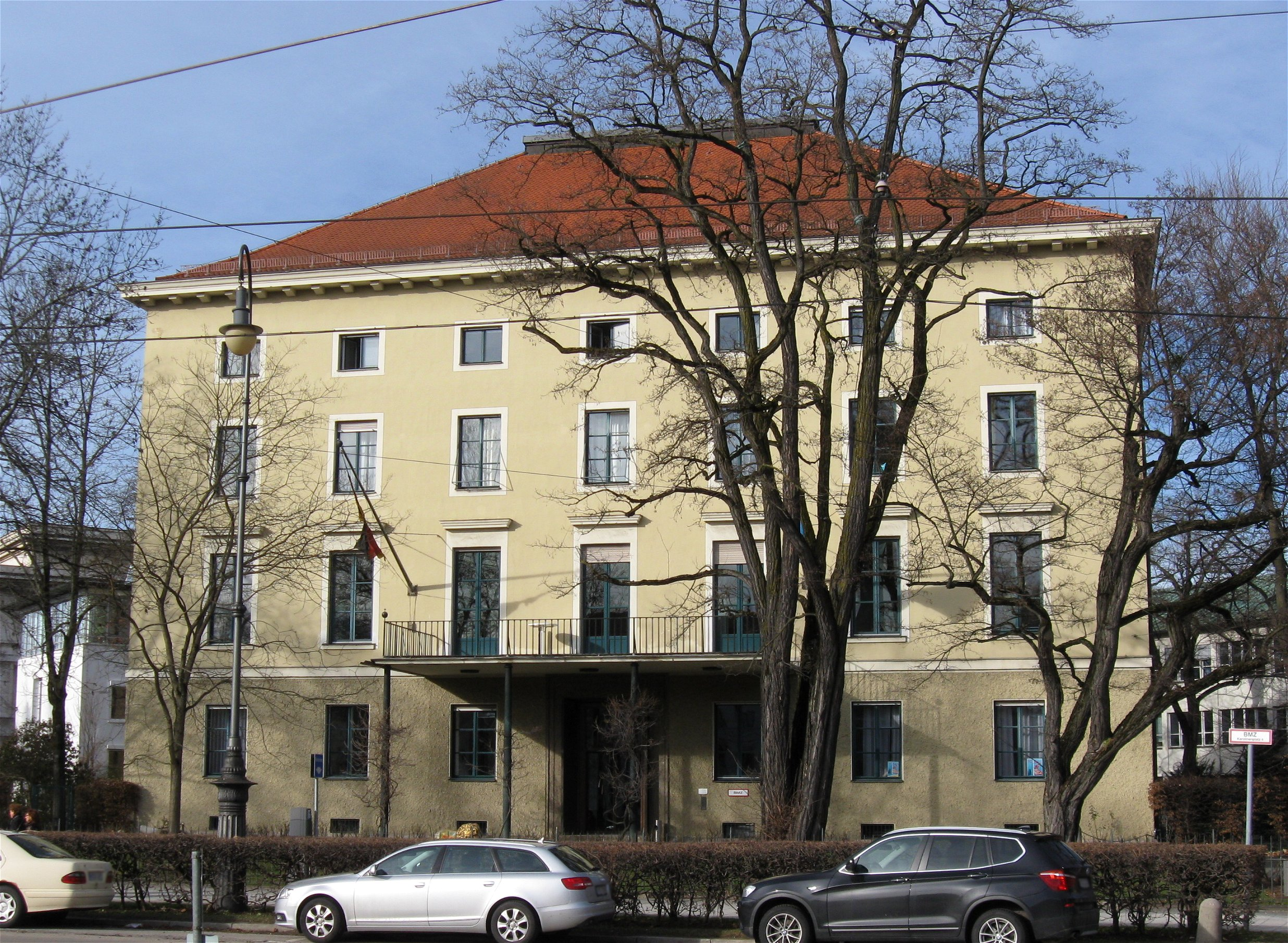
Deutsche Akademie der Technikwissenschaften (acatech)

### Verkehr
Im Individualverkehr spielt der Karolinenplatz als Zubringer zwischen dem Altstadtring (mit dem er durch die Max-Joseph-Straße und die Brienner Straße verbunden ist) und der Maxvorstadt, dem Stachus und Hauptbahnhof München durch die Barer Straße (teilweise verkehrsberuhigt) eine wichtige Rolle.
Im öffentlichen Nahverkehr ist der Karolinenplatz durch die Tramlinien 27 und 28 angeschlossen.

### Einrichtungen
- Deutsche Akademie der Technikwissenschaften (acatech)
- Generalkonsulat des Staates Israel
- Ben-Haim-Forschungszentrum
- Bayerischer Müllerbund
- Sparkassenverband Bayern
- Börse München
- Bayerischer Bauernverband
- Amerikahaus München